# Jacob Despars
Jacob Despars (ca. 1490 - 5 mei 1558) was burgemeester van Brugge.

## Levensloop
Despars behoorde tot de Brugse familie Despars en was de zoon van Wouter Despars (†1515) en Josine Metteneye (†1526). Hijzelf trouwde met Barbara de Landas. Ze hadden twee kinderen: Jacob en Cornelius.

## Internationale handel
Jacob Despars stond aanvankelijk zijn vader bij in de handelsactiviteiten van de Compagnie Despars.

## Stadsbestuurder
Hij doorliep een belangrijk aantal ambten in de schoot van het Brugse stadsbestuur. Hij was:
- raadslid in 1516 en 1528
- hoofdman in 1526 en 1536
- schepen in 1535
- burgemeester van de raad in 1531 en 1532.

Vanaf 1537 en tot in 1556 was hij schout van Brugge en het Brugse Vrije. In 1549 werd hij tot ridder geslagen. 
Na het beëindigen van dit ambt werd hij burgemeester van de schepenen voor de jaren 1556-57 en 1557-58. Hij overleed tijdens de uitoefening van dit ambt.
Wouter Despars werd in 1524 lid van de Confrérie van het Heilig Bloed en werd er proost van in 1526-27. In 1532 werd hij lid van de Sint-Jorisgilde van kruisboogschutters.
Op 23 oktober 1555 behoorde hij tot de Brugse afvaardiging die in Brussel de troonsafstand bijwoonde van keizer Karel V.
Hij was bijzonder geliefd en had zowel in zijn hoedanigheid van schout (nochtans een functie belast met de ordehandhaving) als van burgemeester van de schepenen een reputatie van zorgzame en menslievende bestuurder. De dag van zijn uitvaart was er een van algemene rouw in Brugge. De zware klok van het belfort werd geluid, wat normaal slechts bij de dood van regerende vorsten werd gedaan. Hij werd geëerd als de 'Vader van de stad'. Hij werd bijgezet in de kerk van de karmelieten.
Despars was in 1549 tot ridder geslagen. Hij was al voordien, als heer van Koolkerke, Pathoeke, Ten Berge, Dietic 's Voswal, Hof ten Poele en Rosières, als edelman beschouwd, net als zijn vader. 